# Kid Howard
Avery „Kid“ Howard (* 22. April 1908 in New Orleans, Louisiana; † 18. März 1966 in New Orleans) war ein US-amerikanischer Trompeter und Sänger des New Orleans Jazz.
Kid Howard begann als Jugendlicher zunächst Schlagzeug zu spielen, wechselte dann zum Kornett und schließlich zur Trompete, nachdem er mit Chris Kelly spielte. In New Orleans gehörte er in den 1920er Jahren der Eureka Brass Band an, der Allen’s Brass Band und der Tuxedo Brass Band. Außerdem leitete er um 1930 eigene Formationen; seine Band spielte dann beim Begräbnis von Buddy Petit. Von 1938 bis 1943 arbeitete er im Orchester des Palace Theatre; 1943 entstanden Aufnahmen mit dem Klarinettisten George Lewis. 1946 leitete er die Original Zenith Brass Band, arbeitete dann in den nächsten Jahren nur in lokalen Bands. 1952 spielte er erneut mit Lewis, mit dem er bis 1961 zusammenarbeitete, sowie mit Kid Sheik Cola. Die Qualität seiner letzten Aufnahmen mit Lewis litt aber unter seinen Alkoholproblemen, mit denen er zu kämpfen hatte.1961 erkrankte er und musste Lewis’ Band verlassen; nach seiner Genesung leitete er wieder eine eigene Formation bis 1965 und nahm einige Alben auf. Er trat dann noch in der Preservation Hall und anderen Orten in New Orleans auf.

## Diskographische Hinweise
- Prelude to the Revival, Vol. 1 (American Music, 1937–41)
- Kid Howard’s la Vida Band (American Music, 1961)
- Kid Howard’s Olympia Band & Sam Morgan Revisited (American Music, 1961)
- Kid Howard at the San Jacinto Hall (San Jacinto, 1965)